# 분홍신 (2005년 영화)
"분홍신"(粉紅신)은 2005년에 개봉한 대한민국의 영화이다.

## 캐스팅
- 김혜수 : 선재 역
- 김성수 : 인철 역
- 박연아 : 태수 역
- 고수희 : 미희 역
- 서하림 : 옥이 / 인라인 여자 역
- 김지은 : 게이코 / 인철여자 역
- 손세광 : 정하섭 역
- 이용녀 : 꼽추 노파 역
- 송희연 : 여고생 1 역
- 박선혜 : 여고생 2 역
- 이은비 : 꼽추 소녀 역
- 조덕제 : 형사 역
- 전헌태 : 부동산업자 역
- 민진홍 : 앵벌이 역
- 안장훈 : 경찰서 취객 역
- 이대현 : 응급실 의사 역
- 박현영 : 홍보녀 역
- 김윤희 : 안과 간호사 역
- 김영준 : 인력거꾼 역
- 박팔영 : 게이코 부 역
- 서진원 : 게이코 부 보좌관 역 (우정출연)
- 이얼 : 성준 역 (우정출연)
- 사현진 : 정아 역 (우정출연)